# Вольное (Геническая городская община)
Во́льное (укр. Вільне) — село в Генической городской общине Генического района Херсонской области Украины.
Население по переписи 2001 года составляло 124 человека. Почтовый индекс — 75520. Телефонный код — 5534. Код КОАТУУ — 6522180402.

## История
В 1946 году указом ПВС УССР село Юзкуй переименовано в Вольное.